# Робер Ла Каз
Робер Ла Каз (на френски: Robert La Caze) е бивш пилот от Формула 1. Роден на 26 февруари 1917 година в Париж, Франция.

## Формула 1
Робер Ла Каз прави своя дебют във Формула 1 в Голямата награда на Мароко през 1958 година. В световния шампионат записва 1 състезания като не успява да спечели точки. Състезава се с частен автомобил Купър.